# مايكل كيليان (صحفي)
مايكل كيليان (بالإنجليزية: Michael Kilian)‏ (16 يوليو 1939، توليدو في الولايات المتحدة - 26 أكتوبر 2005)؛ صحفي، مؤلف، كاتب وروائي أمريكي.